# Roosky
Roosky (iriska: Rúscaigh) är en ort vid Shannonfloden i Roscommon på Irland, beläget i den nordcentrala delen, nära platsen där Leitrim, Longford och Roscommon möts. Vägen N4 mellan Dublin och Sligo går förbi Roosky. 2002 hade Roosky totalt 198 invånare i samhället samt 505 i det intilliggande området.